# Templo Wuyou

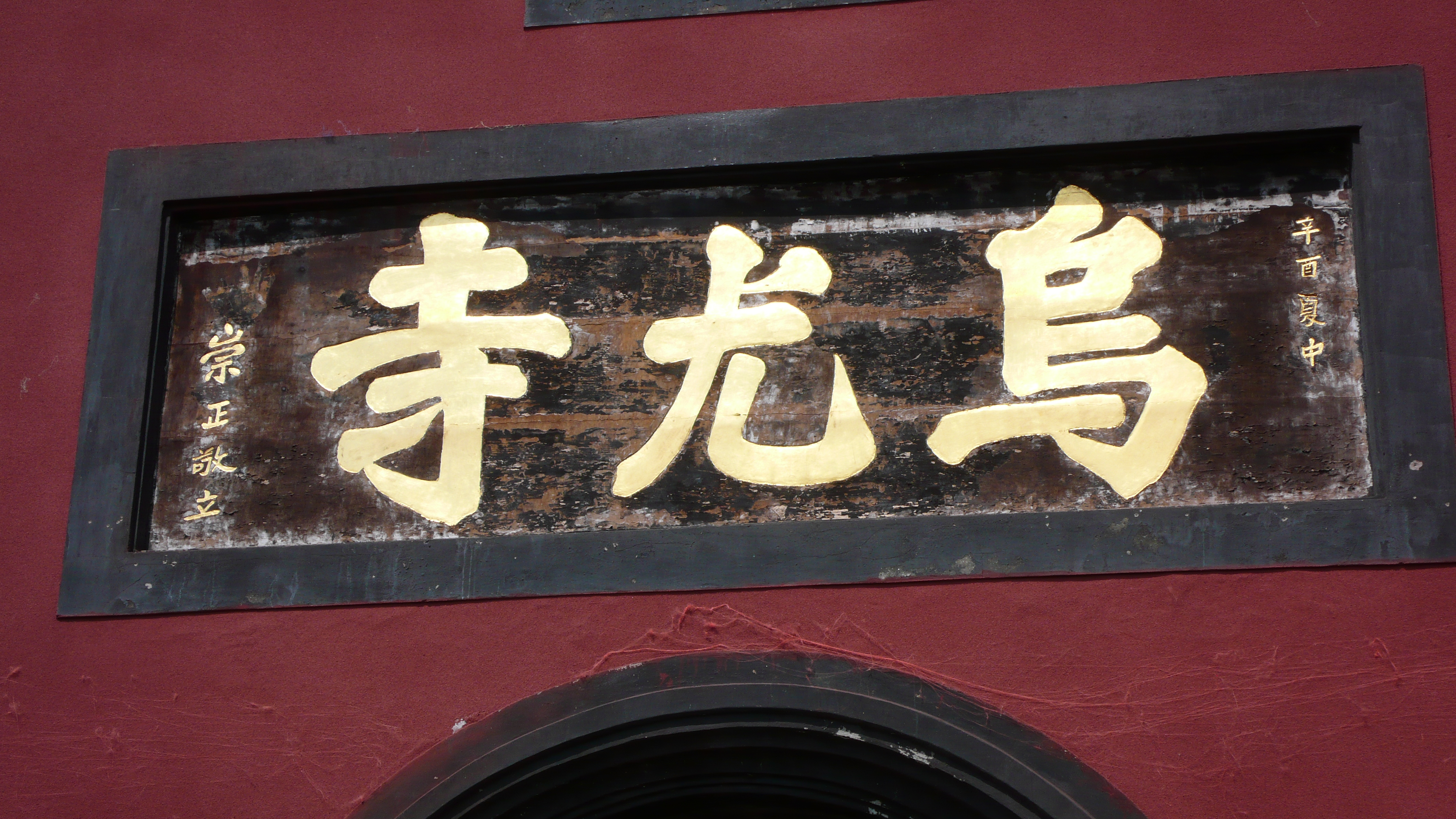
Tablero inscrito horizontal

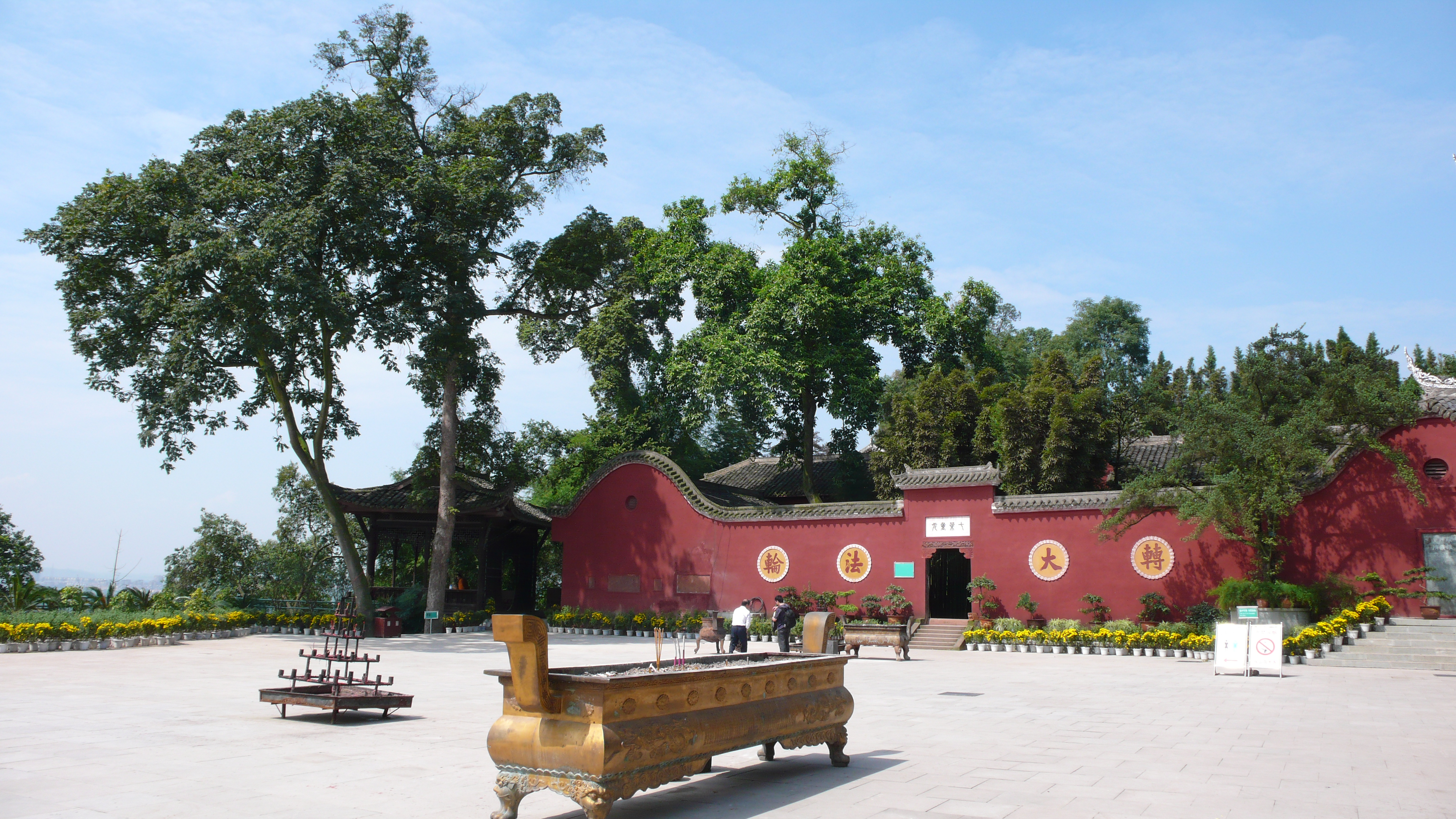
Interior de Templo Wuyou

Wuyou Templo (en chino tradicional, 烏尤寺; en chino simplificado, 乌尤寺; pinyin, Wūyóu Sì) es un templo budista localizado en la parte superior de Monte Wuyou, en Shizhong Distrito de Leshan, Sichuan, China.

## Historia
El templo remonta su origen como Templo Zhengjue  (正觉寺), fundado por Maestro Huijing (惠净) en Dinastía Tang (618–907). Más tarde se convirtió en Templo Wuyou en dinastía Song (960–1279).
Por más de 1,400 años, el templo fue destruido y se reconstruyó varias veces. La versión presente estuvo completada en Dinastía Qing (1644–1911).
El templo Wuyou ha sido designado como Templo budista Clave Nacional en Han Área china por el Consejo de Estado de la República Popular China en 1983.

## Arquitectura

### Sala de Maitreya
La Sala de Maitreya fue construido en el año 1920. El estatua dorada de Maitreya mide 5 m y es ubicado en el medio de la sala. Un total de 48 estatuas de Maitreya está colocado atrás de la estatua principal, representando 48 deseos de Maitreya.

### Sala principal
La sala principal fue reconstruida en 1913, cuando República de China fue recientemente establecida. En el centro del alero de la sala consiste una placa, en donde se encuentra las palabras "Sala principal" escrita por calígrafo Huang Yunhu (黄云鹄). La sala consagra los Tres Santos de Hua-yan (华严三圣). En el medio es Buda Sakyamuni, a su izquierda se encuentra Manjushri y a su derecha Samantabhadra. Cada estatua mide aproximadamente 4 m de altura.

### Sala de Sakyamuni
Detrás de la sala principal se ubica la sala de Buda Sakyamuni. La sala consagra las estatuas de Cinco Tathāgatas: Akshobhia, Ratnasambhava, Amitābha, Amoghasiddhi y Vairocana. Las estatuas de Veinticuatro deidades celestiales y Dieciocho Arhats posicionando en ambos lados de la sala.

### Sala de Guanyin
La estatua de Guanyin mide 3 m.

### Sala de Arhat
La Sala de Arhat fue ampliado en 1909. Durante los  diez años de Revolución Cultural, los Guardias Rojos derribaron las 500 estatuas de Arhat. La reconstrucción de la sala fue supervisado por abad Shi Bianneng, comenzado en 1986 y fue finalizado en 1989. La sala ahora consagra quinientos arhats con distintas posturas y miradas.

### Terraza Erya
El nombre de la terraza Erya deriva de "Erya" (爾雅), el más antiguo diccionario existente en el mundo. La terraza fue reconstruido en 1921.Desde el segundo pizo se puede observar claramente el monte Le y los ríos Dadu, Qingyi y Min. 

### Pabellón Jingyun
Pabellón Jingyun (景云亭) también conocido como Pabellón Duhao (独好亭). El pabellón es uno  de los mejores sitios para apreciar el escenario de Monte Le.